# SNH48第二屆總選舉
SNH48第二屆總選舉「夢想高飛」，亦稱作「SNH48第二屆偶像年度人氣總選舉」，是日本女子偶像團體AKB48在上海的姐妹團體SNH48於2015年5月至7月間舉辦的投票活動，由歌迷以投票的方式，選出第1至16名（即高飛組「Top Girls」）及第17至32名（即夢想組「Under Girls」）成員，將分別演唱第九張EP《万圣节之夜》的第一及第二主打曲。

## 概要
在2015年1月31日，SNH48官方在年度金曲大賞演唱會上公布了第二屆總選舉開票演唱會的時間及地點，同年5月7日推出專題網頁，預告總選舉的各項細節。及後官方分別於5月15日舉行總選舉EP《盛夏好聲音》MV暨總選舉啟動新聞發布會，以及在20日晚上X隊劇場公演開始前，由N隊隊長馮薪朵、H隊隊長王璐及全體X隊成員發表總選宣言，正式展開投票活動。
本屆總選舉投票由5月20日早上10:00開始，直到7月25日早上10時結束（7月21日宣佈投票時間延長至上午11時48分。），同日傍晚6時48分在上海梅賽德斯-奔馳文化中心舉行總選舉開票演唱會及公佈結果，期間會作一次速報及一次中期結果公佈。
本次总选举演唱会由乐视网购得网络独家直播资格，乐视将于当晚在旗下各平台全程直播总选举演唱会，广东卫视则在同日晚上10时以《梦想高飞SNH48年度盛典》的名义作高清足本转播。
另外，配合是次總選舉推出的EP《盛夏好聲音》於5月8日起預售，5月15日正式發售。

## 候選人員
所有SNH48正式成員（除海外留学生）均為總選舉候選人。
以下是選舉期間SNH48在籍的正式成員:
- Team SII （21人）: 陈观慧、陈思、戴萌、蒋芸、孔肖吟、李宇琪、莫寒、钱蓓婷、邱欣怡、孙芮、沈之琳、温晶婕、吴哲晗（Team X兼任）、徐晨辰、许佳琪、徐子轩、袁丹妮、袁雨桢、赵嘉敏、赵晔、张语格
- Team NII （19人）: 陈佳莹、陳問言、董艳芸、冯薪朵、龚诗淇、黄婷婷、何晓玉、鞠婧祎、罗兰、林思意、陆婷、李艺彤、孟玥、唐安琪、万丽娜、易嘉爱、赵粤、曾艳芬、张雨鑫
- Team HII （16人）: 陈怡馨、郝婉晴、李豆豆、刘炅然、林楠、刘佩鑫、李清扬、王柏硕、王璐、吴燕文、徐晗、谢妮、徐伊人、许杨玉琢、杨惠婷、张昕
- Team X （18人）: 陈琳、冯晓菲、李晶、李钊、孙静怡、邵雪聪、宋昕冉、孙歆文、汪佳翎、汪束、王晓佳、吴哲晗（Team SII兼任）、谢天依、杨冰怡、闫明筠、杨韫玉、张丹三、张韵雯

因兼任Team SII和Team X的吳哲晗同時被列入兩隊的名單中，因此實際參與本屆總選舉的成員有73名。

## 投票資格及方法
1. 购买附有投票券的總選舉投票EP《盛夏好聲音》。各版本內附投票劵數量如下:
  - 實體版本（每張投票劵有一次投票機會，當作一票計算）[6]:
    - 標準版（5月15日發售）：1张投票券（1次投票機會，共1票）
    - 精裝版（5月8日預售）、精裝拍賣版（5月7日拍賣）：3张投票券（3次投票機會，共3票）
    - 應援版（6月10日發售）：8張投票卷（精裝應援版，8次投票機會，共8票）、48張投票卷（全員應援版，48次投票機會，共48票）

  - 数码版本（5月30日發售，每張投票劵有一次投票機會，當作0.1票計算）[7]:
    - “数码单曲”：1张投票券（1次投票機會，共0.1票）
    - “数码EP”：100张投票券（100次投票機會，共10票）
2. SNH48絲瓜俱樂部VIP用户免费获得投票资格，投票機會數量根據會員等級而定，由1至10次不等（每次投票機會等同1票），不可轉讓他人。

粉絲进入SNH48官方网站的投票通道，輸入投票券序號即可投票，每人可投票数不限。另外，为一位成员所投票数最多的粉丝会获得该名成员单推王的称号，各單推王會因應所選成員的名次獲得不同紀念品。

## 拉票活動

### 政見發佈
- 各候選成員均拍攝了一段長約一至兩分鐘的短片，發表自己的參選宣言。所有參選宣言影片均被上載至官方網站。[8]

### 劇場拉票會
- 本年度的劇場拉票活動由去年於劇場公演加插拉票專場改為開設專門拉票會。由5月23日起，每周六早上有八至九名成員在SNH48專屬劇場星夢劇院發表參選演說，並於同日下午分批在劇場內周邊販賣處擔任一日店員。拉票會免費入場，並在樂視網[9]及鬥魚直播[10]進行直播，這亦是樂視首次直播SNH48劇場表演。

以下為參與首場拉票會的成員:
- Team NII: 曾艳芬、林思意、何晓玉、陳問言
- Team X: 汪束、李钊、邵雪聪、孙歆文

其後官方於5月26日發出公告，稱考慮粉絲反應及意見後，拉票會改以以下方式進行:
- 舉行時間改為每場劇場公演表演返場曲（即每場公演的最後一首歌曲）的時段，原有返場曲表演取消。
- 每場公演有一位所屬隊伍成員發表參選演說（部分周六及周日公演會有兩位成員參與）。
- 恢復提問征集活動，讓粉絲向成員提問[13]。
- 拉票會同日下午進行一日店員活動的安排大致維持不變，但可能會有其他成員參與。

直播安排原訂以該周公演直播時間表為準，直播媒體與公演相同，因此部分拉票會場次不會作現場直播，但翌日已作出修改，非直播公演的拉票會部分仍會直播，5月28日起再改為直播所有劇場公演及拉票會，直至開票日為止。所有拉票視頻均會在次周上傳至官方網站。
以下為各隊舉行拉票會的順序:
| 場次 | 時間        | 隊伍     | 參與成員       |
| ---- | ----------- | -------- | -------------- |
| 1    | 5月27日晚上 | Team X   | 宋昕冉         |
| 2    | 5月28日晚上 | Team X   | 张丹三         |
| 3    | 5月29日晚上 | Team HII | 杨惠婷         |
| 4    | 5月30日下午 | Team NII | 张雨鑫、易嘉爱 |
| 5    | 5月31日下午 | Team HII | 王璐、徐伊人   |
| 6    | 5月31日晚上 | Team SII | 赵嘉敏、温晶婕 |
| 7    | 6月3日晚上  | Team NII | 龚诗淇         |
| 8    | 6月4日晚上  | Team SII | 莫寒           |
| 9    | 6月5日晚上  | Team X   | 孙静怡         |
| 10   | 6月6日下午  | Team HII | 李清扬         |
| 11   | 6月6日晚上  | Team SII | 蒋芸、徐子轩   |
| 12   | 6月7日下午  | Team HII | 林楠           |
| 13   | 6月7日晚上  | Team NII | 冯薪朵、董艳芸 |
| 14   | 6月10日晚上 | Team HII | 许杨玉琢       |
| 15   | 6月11日晚上 | Team SII | 陈思           |
| 16   | 6月12日晚上 | Team NII | 孟玥           |
| 17   | 6月13日下午 | Team X   | 陈琳、杨韫玉   |
| 18   | 6月13日晚上 | Team NII | 鞠婧祎、唐安琪 |
| 19   | 6月14日下午 | Team NII | 陆婷、罗兰     |
| 20   | 6月14日晚上 | Team X   | 谢天依、杨冰怡 |
| 21   | 6月17日晚上 | Team NII | 万丽娜         |
| 22   | 6月18日晚上 | Team HII | 刘佩鑫         |
| 23   | 6月19日晚上 | Team SII | 许佳琪         |
| 24   | 6月20日下午 | Team SII | 徐晨辰、袁雨桢 |
| 25   | 6月20日晚上 | Team X   | 闫明筠、王晓佳 |
| 26   | 6月21日下午 | Team X   | 汪佳翎、冯晓菲 |
| 27   | 6月24日晚上 | Team HII | 张昕           |
| 28   | 6月25日晚上 | Team NII | 李艺彤         |
| 29   | 6月27日下午 | Team X   | 张韵雯、李晶   |
| 30   | 6月27日晚上 | Team SII | 钱蓓婷、孔肖吟 |
| 31   | 6月28日下午 | Team SII | 戴萌、孙芮     |
| 32   | 6月28日晚上 | Team HII | 陈怡馨、李豆豆 |
| 33   | 7月2日晚上  | Team NII | 黄婷婷         |
| 34   | 7月4日下午  | Team HII | 郝婉晴、王柏硕 |
| 35   | 7月4日晚上  | Team SII | 陈观慧、赵晔   |
| 36   | 7月5日下午  | Team SII | 李宇琪、袁丹妮 |
| 37   | 7月10日晚上 | Team HII | 谢妮           |
| 38   | 7月11日晚上 | Team SII | 邱欣怡、沈之琳 |
| 39   | 7月12日下午 | Team NII | 陈佳莹         |
| 40   | 7月12日晚上 | Team HII | 吴燕文、徐晗   |
| 41   | 7月15日晚上 | Team HII | 刘炅然         |
| 42   | 7月16日晚上 | Team NII | 赵粤           |
| 43   | 7月18日晚上 | Team SII | 吴哲晗、张语格 |

### 全國巡回演唱会
- 於2015年6至7月舉行的“SNH48進撃!星夢中國行”2015全國巡演亦是本屆總選舉的拉票活動之一[22]。演唱會的場次如下:

| 場次 | 日期          | 地點           | 參與隊伍           |
| ---- | ------------- | -------------- | ------------------ |
| 1    | 2015年6月13日 | 成都东郊记忆   | Team SII、Team HII |
| 2    | 2015年6月20日 | 长沙湖南大剧院 | Team NII、Team HII |
| 3    | 2015年7月4日  | 北京汇源空间   | Team NII           |

各場參與隊伍於表演翌日均會舉辦握手會，但由於Team HII在6月21日需前往福建福州出席商業活動，因此當天的握手會只有Team NII成員到場。

### 特別企劃《心的舞台》
- 《心的舞台》是SNH48為是次總選舉製作的特別節目，以抽籤形式選出部分成員到不同機構擔任「一日店員」，體驗一般打工仔的生活，最後安排她們即場進行拉票活動。節目在中國內地各大視頻網站播出。[24]

| 集數 | 首播日期      | 成員                                                   | 體驗職業           |
| ---- | ------------- | ------------------------------------------------------ | ------------------ |
| 1    | 2015年6月12日 | Team X 汪束                                            | 餐館服務生         |
| 1    | 2015年6月12日 | Team NII 易嘉愛                                        | 小吃店店員         |
| 1    | 2015年6月12日 | Team X 閆明筠                                          | 網吧服務生         |
| 2    | 2015年6月18日 | Team NII 林思意、Team SII許佳琪                        | 服裝店店員         |
| 3    | 2015年6月25日 | Team NII 林思意、Team SII許佳琪、Team X 宋昕冉、汪佳翎 | 服裝店店員         |
| 4    | 2015年7月3日  | Team HII 陳怡馨、徐晗、Team X 楊冰怡、李釗             | 上海地鐵站務員     |
| 4    | 2015年7月3日  | Team HII 陳怡馨                                        | 富士影像旗艦店店員 |
| 5    | 2015年7月9日  | Team HII 劉佩鑫                                        | 小吃店店員         |
| 5    | 2015年7月9日  | Team HII 徐伊人                                        | 飲品店店員         |
| 6    | 2015年7月16日 | Team SII 李宇琪、沈之琳、Team HII 吳燕文、李豆豆       | 金屬廠員工         |

### 劇場握手會
- 由2015年6月27日起﹐一連三個周末，各隊分別在星夢劇院舉行握手會，時間分別為[25]:
  - Team SII: 2015年7月5日
  - Team NII: 2015年7月11日
  - Team HII: 2015年6月28日
  - Team X: 2015年6月27日

## 速報
- 速報發表時間為2015年5月30日Team HII公演結束後，地點為上海星夢劇院。
- 本次速報公佈了截至同日下午6時正的總投票數為42,761.2票（小數點後數字不作四捨五入），以及暫時排名前32位的成員及得票數。S、N、H及X四隊分別有10名、12名、6名及4名成員入選。
- 繼去年速報由當時Team NII的替補成員李藝彤爆冷奪得第一名後，今年速報同樣出現冷門結果。年僅14歲，加入SNH48剛滿四個月的四期生楊冰怡獲得第一名，與楊冰怡同隊的楊韞玉亦打入前十。另外，第二次參加總選舉的二期生亦有不少成員首次上榜，相反部分去屆總選舉16強和人氣成員的名次較低，甚至不在名單之內。

| 速報排名          | 成員名稱        | 所屬隊伍        | 票數            |
| Top Girls高飛組   | Top Girls高飛組 | Top Girls高飛組 | Top Girls高飛組 |
| ----------------- | --------------- | --------------- | --------------- |
| 1                 | 杨冰怡          | Team X          | 2,550.5         |
| 2                 | 张语格          | Team SII        | 1,978.2         |
| 3                 | 曾艳芬          | Team NII        | 1,796.5         |
| 4                 | 鞠婧祎          | Team NII        | 1,661.4         |
| 5                 | 邱欣怡          | Team SII        | 1,615.0         |
| 6                 | 李艺彤          | Team NII        | 1,545.0         |
| 7                 | 郝婉晴          | Team HII        | 1,542.2         |
| 8                 | 陈怡馨          | Team HII        | 1,530.0         |
| 9                 | 杨韫玉          | Team X          | 1,477.0         |
| 10                | 罗兰            | Team NII        | 1,420.0         |
| 11                | 唐安琪          | Team NII        | 1,350.0         |
| 12                | 陆婷            | Team NII        | 1,334.0         |
| 13                | 孔肖吟          | Team SII        | 1,292.1         |
| 14                | 蒋芸            | Team SII        | 1,259.0         |
| 15                | 赵粤            | Team NII        | 1,247.4         |
| 16                | 陈思            | Team SII        | 1,244.1         |
| Under Girls夢想組 |                 |                 |                 |
| 17                | 孟玥            | Team NII        | 1,076.0         |
| 18                | 赵嘉敏          | Team SII        | 1,072.0         |
| 19                | 温晶婕          | Team SII        | 1,057.0         |
| 20                | 刘炅然          | Team HII        | 987.0           |
| 21                | 万丽娜          | Team NII        | 923.0           |
| 22                | 冯薪朵          | Team NII        | 853.0           |
| 23                | 刘佩鑫          | Team HII        | 834.0           |
| 24                | 李豆豆          | Team HII        | 793.0           |
| 25                | 陈观慧          | Team SII        | 760.0           |
| 26                | 张丹三          | Team X          | 639.1           |
| 27                | 易嘉爱          | Team NII        | 635.3           |
| 28                | 宋昕冉          | Team X          | 630.0           |
| 29                | 董艳芸          | Team NII        | 592.0           |
| 30                | 谢妮            | Team HII        | 582.0           |
| 31                | 莫寒            | Team SII        | 459.3           |
| 32                | 戴萌            | Team SII        | 433.5           |

## 中間發表
- 與去屆總選舉不同，本屆總選舉未有預先公佈中間發表的細節，直到6月19日才正式宣佈舉行中報的時間[26]。
- 中間發表時間為2015年7月1日Team HII公演結束後，地點為上海星夢劇院。除剛結束表演的Team HII成員，Team SII隊長莫寒、Team NII正副隊長馮薪朵、黃婷婷及Team X成員邵雪聰均參加了是次中間發表。
- 本次中報公佈了截至同日上午10時正為止﹐暫時排名前32位的成員總累積得票數為185,893.1票（小數點後數字不作四捨五入），以及該32名成員的名次及個人累積得票數。S、N、H及X四隊分別有12、15名、2名及4名成員入選（兼任Team SII和Team X的吳哲晗同時在兩隊各佔一名額），當中9名成員為新上榜。在速報和中報均入選的23名成員中，13人名次變動達到10位或以上。
- 以一期生為主的Team SII雖然整體排名比速報靠前，但以二期生為主的Team NII在中報名單中繼續佔主導地位，前16位的選拔名單中Team NII成員佔去了11個名額，隊中唯一一名三期生張雨鑫亦首次上榜。由四期生組成的Team X繼續爆出冷門，成員之一的邵雪聰打入「神七」，另外亦有三名成員進入圈內。
- 排名前列的成員中，被視為冠軍大熱門之一的趙嘉敏由速報的第18位躍升至第一位，其票數更比排名第二的李藝彤高出接近一倍。

| 中報排名          | 成員名稱        | 所屬隊伍        | 票數            | 速報排名        |
| Top Girls高飛組   | Top Girls高飛組 | Top Girls高飛組 | Top Girls高飛組 | Top Girls高飛組 |
| ----------------- | --------------- | --------------- | --------------- | --------------- |
| 1                 | 赵嘉敏          | Team SII        | 24,005.9        | 18              |
| 2                 | 李艺彤          | Team NII        | 12,295.3        | 6               |
| 3                 | 鞠婧祎          | Team NII        | 11,821.0        | 4               |
| 4                 | 曾艳芬          | Team NII        | 9,171.4         | 3               |
| 5                 | 黄婷婷          | Team NII        | 9,037.8         | 圈外            |
| 6                 | 莫寒            | Team SII        | 6,821.5         | 31              |
| 7                 | 邵雪聪          | Team X          | 6,678.3         | 圈外            |
| 8                 | 万丽娜          | Team NII        | 6,488.4         | 21              |
| 9                 | 赵粤            | Team NII        | 6,402.8         | 15              |
| 10                | 林思意          | Team NII        | 5,976.8         | 圈外            |
| 11                | 易嘉爱          | Team NII        | 5,858.7         | 27              |
| 12                | 冯薪朵          | Team NII        | 5,850.3         | 22              |
| 13                | 邱欣怡          | Team SII        | 5,802.0         | 5               |
| 14                | 龚诗淇          | Team NII        | 5,392.5         | 圈外            |
| 15                | 孔肖吟          | Team SII        | 5,152.5         | 13              |
| 16                | 唐安琪          | Team NII        | 4,517.4         | 11              |
| Under Girls夢想組 |                 |                 |                 |                 |
| 17                | 张语格          | Team SII        | 4,240.1         | 2               |
| 18                | 陈怡馨          | Team HII        | 4,215.4         | 8               |
| 19                | 张雨鑫          | Team NII        | 3,913.4         | 圈外            |
| 20                | 刘佩鑫          | Team HII        | 3,899.1         | 23              |
| 21                | 孟玥            | Team NII        | 3,808.9         | 17              |
| 22                | 戴萌            | Team SII        | 3,563.9         | 32              |
| 23                | 蒋芸            | Team SII        | 3,515.3         | 14              |
| 24                | 罗兰            | Team NII        | 3,496.3         | 10              |
| 25                | 许佳琪          | Team SII        | 3,475.3         | 圈外            |
| 26                | 陆婷            | Team NII        | 3,198.6         | 12              |
| 27                | 袁雨桢          | Team SII        | 3,151.9         | 圈外            |
| 28                | 陈思            | Team SII        | 2,944.4         | 16              |
| 29                | 杨韫玉          | Team X          | 2,942.0         | 9               |
| 30                | 钱蓓婷          | Team SII        | 2,827.3         | 圈外            |
| 31                | 杨冰怡          | Team X          | 2,759.5         | 1               |
| 32                | 吴哲晗          | Team SII/Team X | 2,669.1         | 圈外            |

## 開票日演唱會
- 本屆總選舉演唱會和開票儀式合稱《夢想高飛SNH48年度盛典》，於2015年7月25日傍晚6時48分在上海梅賽德斯-奔馳文化中心舉行。本次演唱會除了建造SNH48有史以來最大的舞台外，更邀請了AKB48總支配人兼服裝設計師茅野忍為眾成員設計服裝[27]。
- 主持人方面，官方已事先宣佈會由知名主持人擔任﹐並在7月20日公佈由上海知名主持人和樂評人林海，以及湖南衛視人氣女主持沈夢辰擔任開票環節主持人，[28]，負責轉播的廣東衛視會派出兩名主持擔任演唱會部分的司儀。最終林海、沈夢辰，以及廣東衛視的主持人一同主持了開票環節，另外Team SII的莫寒、戴萌，Team NII的龔詩淇和易嘉愛負責演唱會部分的主持工作。
- 官方亦預先公佈本次演唱會會邀請演藝界的前輩出席，最後在7月21日確認由台灣著名藝人蘇有朋擔任嘉賓[29]，以及為總選舉前三名成員頒獎。
- 本次演唱會中各隊成員除了演唱自家的歌曲之外，亦有與其他隊伍成員合作，當中表演的劇場公演分組曲（Unit曲）全數安排由第一屆總選的16強成員演出。除了事先擬定的曲目，官方亦在微博向網友徵集最想在演唱會上聽到的歌曲，由《青春的約定》當選。以下為演唱會上表演的曲目:

1. 《Overture》
2. 《嗚吒》 - 第一屆總選16人
3. 《眼神加速度》 - Team HII
4. 《親吻進行式》 - Team NII
5. 《自我主張》 - Team SII
6. 《青春閃電》 - Team SII
7. 《清純哲學》 - Team X
8. 《盛夏好聲音》 - MV選拔組
9. 《Blue rose》 - 吳哲晗、李藝彤、陳觀慧、李宇琪
10. 《蟲之詩》 - 邱欣怡、趙嘉敏、鞠婧禕
11. 《夢之河》 - 莫寒、易嘉愛、徐晨辰
12. 《糖》 - 張語格、陳思、龔詩淇
13. 《如果你擁抱我》 - 許佳琪、戴萌、孔肖吟
14. 《青春的約定》 - MV選拔組
15. 《懸鈴木》 - Team HII
16. 《因為喜歡你》 - Team NII
17. 《幸福的壓力》 - Team SII
18. 《萬有引力》 - Team HII
19. 《愛情養成日記》 - Team NII
20. 《雨季之後》 - 四隊共16人
21. 《激流之戰》 - 四隊各16人
22. 隊歌串燒 - 四隊各16人
  1. 《SNH48駕臨》 - Team SII
  2. 《We Are The SNH》 - Team NII
  3. 《化作滾石》 - Team HII
  4. 《梅洛斯之路》 - Team X
23. 《馬尾與髮圈》 - Team HII+Team X
24. 《石頭剪刀布》 - Team HII+Team X
25. 《無盡旋轉》 - Team SII+Team NII
26. 《鑽石吶喊》 - Team SII+Team NII
27. 《機尾雲》 - 全員
28. 《伴我同行》 - 全員（除第一屆總選16人）
29. 《夢想高飛》 - 第一屆總選16人

## 最終結果
- 排名前32位的成員總得票數為696,584.7票（小數點後數字不作四捨五入），比去屆入圍成員總得票數增加416.69%。S、N、H及X四隊分別有12、13名、5名及2名成員入選，如以成員加入的期數區分，則為:一期生11名、二期生14名、三期生5名、四期生2名。當中李宇琪（第7名）和徐晗（第31名）未曾在速報及中報入圍32強。
- 在速報和中報接連爆出冷門後，最終前16名「高飛組」的席位依舊由來自Team SII和Team NII的一、二期生获得，當中Team NII成員佔多數。後16名「夢想組」則以Team SII和Team HII成員較多，兩隊均有5名成員入選。
- 一直被視為奪冠熱門的趙嘉敏、鞠婧褘和李藝彤最終分列第一、二、三名。
- Team SII入選的成員除蔣芸（第21名）為二期生外，其餘均為一期生。當中趙嘉敏（第1名）大熱登頂、張語格（第5名）是唯一一名名次沒有變動的成員、在年中受處分的李宇琪更殺入「神七」，令人意外。去屆未能入圍的錢蓓婷亦取得第26名，至此所有在籍的一期生均在總選獲得名次。然而其餘一期生的名次均比去年下降，吳哲唅（去屆第1名）和徐晨辰（去屆第16名）均未能入圍32強。吳哲唅因緋聞影響，成為AKB48集團（包括AKB48及所有日本姊妹團、JKT48）中第一位未能在未退选的翌屆總選取得任何名次的總選舉冠軍。
- Team NII成員在最終結果中仍佔多數，其中去年未能入圍的副隊長黃婷婷更一舉進佔第4位，創下SNH48總選舉中名次上升幅度最大的紀錄。在去屆總選舉入圍的四位Team NII成員中，除龔詩淇（去屆第12名，今屆第18名）名次下降跌出16強外，其餘三位的名次均有所上升。
- 至於首次參選的兩支隊伍，在中報僅有兩名成員入圍的Team HII最終有五位成員成功入選，成為「夢想組」大戶，而最新加入SNH48的Team X，其中兩名成員邵雪聰（第19名）及宋昕冉（第23名）亦進入「夢想組」前列。

| 本屆排名          | 成員姓名        | 所屬隊伍        | 得票            | 與上屆票數比較       | 速報            | 速報            | 中報            | 中報            | 去年排名        | 排名升降        |
| 本屆排名          | 成員姓名        | 所屬隊伍        | 得票            | 與上屆票數比較       | 得票            | 排名            | 得票            | 排名            | 去年排名        | 排名升降        |
| Top Girls高飛組   | Top Girls高飛組 | Top Girls高飛組 | Top Girls高飛組 | Top Girls高飛組      | Top Girls高飛組 | Top Girls高飛組 | Top Girls高飛組 | Top Girls高飛組 | Top Girls高飛組 | Top Girls高飛組 |
| ----------------- | --------------- | --------------- | --------------- | -------------------- | --------------- | --------------- | --------------- | --------------- | --------------- | --------------- |
| 1                 | 趙嘉敏          | Team SII        | 74,393.0        | ↑ 63,314.0 (+571.5%) | 1,072.0         | 18              | 24,005.9        | 1               | 3               | ↑2              |
| 2                 | 鞠婧禕          | Team NII        | 64,785.5        | ↑ 54,640.0 (+538.6%) | 1,661.4         | 4               | 11,821.0        | 3               | 4               | ↑2              |
| 3                 | 李藝彤          | Team NII        | 47,134.5        | ↑ 38,097.5 (+421.6%) | 1,545.0         | 6               | 12,295.3        | 2               | 6               | ↑3              |
| 4                 | 黃婷婷          | Team NII        | 35,189.0        | 未入選               | 未入選          | 未入選          | 9,037.8         | 5               | 未入選          | 不適用          |
| 5                 | 張語格          | Team SII        | 32,306.0        | ↑ 23,245.0 (+256.5%) | 1,978.2         | 2               | 4,240.1         | 17              | 5               | -               |
| 6                 | 萬麗娜          | Team NII        | 31,608.3        | 未入選               | 923.0           | 21              | 6,488.4         | 8               | 未入選          | 不適用          |
| 7                 | 李宇琪          | Team SII        | 31,215.9        | ↑ 25,188.9 (+417.9%) | 未入選          | 未入選          | 未入選          | 未入選          | 11              | ↑4              |
| 8                 | 易嘉愛          | Team NII        | 30,004.8        | ↑ 24,351.8 (+430.8%) | 635.3           | 27              | 5,858.7         | 11              | 14              | ↑6              |
| 9                 | 曾艷芬          | Team NII        | 25,881.1        | 未入選               | 1,796.5         | 3               | 9,171.4         | 4               | 未入選          | 不適用          |
| 10                | 陸婷            | Team NII        | 25,669.2        | 未入選               | 1,334.0         | 12              | 3,198.6         | 26              | 未入選          | 不適用          |
| 11                | 趙粵            | Team NII        | 25,245.0        | 未入選               | 1,247.4         | 15              | 6,402.8         | 9               | 未入選          | 不適用          |
| 12                | 馮薪朵          | Team NII        | 22,020.7        | 未入選               | 853.0           | 22              | 5,850.3         | 12              | 未入選          | 不適用          |
| 13                | 莫寒            | Team SII        | 20,201.7        | ↑ 12,870.7 (+175.6%) | 459.3           | 31              | 6,821.5         | 6               | 7               | ↓6              |
| 14                | 邱欣怡          | Team SII        | 20,078.3        | ↑ 5,276.3 (+35.6%)   | 1,615.0         | 5               | 5,802.0         | 13              | 2               | ↓12             |
| 15                | 戴萌            | Team SII        | 17,907.3        | ↑ 12,122.3 (+209.5%) | 433.5           | 32              | 3,563.9         | 22              | 13              | ↓2              |
| 16                | 孔肖吟          | Team SII        | 17,658.9        | ↑ 12,245.9 (+226.2%) | 1,292.1         | 13              | 5,152.5         | 15              | 15              | ↓1              |
| Under Girls夢想組 |                 |                 |                 |                      |                 |                 |                 |                 |                 |                 |
| 17                | 林思意          | Team NII        | 16,050.5        | 未入選               | 未入選          | 未入選          | 5,976.8         | 10              | 未入選          | 不適用          |
| 18                | 龔詩淇          | Team NII        | 16,047.3        | ↑ 9,170.3 (+156.0%)  | 未入選          | 未入選          | 5,392.5         | 14              | 12              | ↓6              |
| 19                | 邵雪聰          | Team X          | 15,874.3        | 未加入               | 未入選          | 未入選          | 6,678.3         | 7               | 未加入          | 不適用          |
| 20                | 許佳琪          | Team SII        | 14,351.7        | ↑ 7,095.7 (+97.8%)   | 未入選          | 未入選          | 3,475.3         | 25              | 8               | ↓12             |
| 21                | 蔣芸            | Team SII        | 11,174.1        | 未入選               | 1,259.0         | 14              | 3,515.3         | 23              | 未入選          | 不適用          |
| 22                | 陳觀慧          | Team SII        | 10,897.0        | ↑ 4.579.0 (+72.5%)   | 760.0           | 25              | 未入選          | 未入選          | 10              | ↓12             |
| 23                | 宋昕冉          | Team X          | 10,179.2        | 未加入               | 630.0           | 28              | 未入選          | 未入選          | 未加入          | 不適用          |
| 24                | 陳思            | Team SII        | 9,811.7         | ↑ 3,404.7 (+53.1%)   | 1,244.1         | 16              | 2,944.4         | 28              | 9               | ↓15             |
| 25                | 劉炅然          | Team HII        | 9,718.4         | 未加入               | 987.0           | 20              | 未入選          | 未入選          | 未加入          | 不適用          |
| 26                | 錢蓓婷          | Team SII        | 9,407.5         | 未入選               | 未入選          | 未入選          | 2,827.3         | 30              | 未入選          | 不適用          |
| 27                | 劉佩鑫          | Team HII        | 9,023.6         | 未加入               | 834.0           | 23              | 3,899.1         | 20              | 未加入          | 不適用          |
| 28                | 唐安琪          | Team NII        | 9,015.2         | 未入選               | 1,350.0         | 11              | 4,517.4         | 16              | 未入選          | 不適用          |
| 29                | 李豆豆          | Team HII        | 8,590.1         | 未加入               | 793.0           | 24              | 未入選          | 未入選          | 未加入          | 不適用          |
| 30                | 郝婉晴          | Team HII        | 8,523.8         | 未加入               | 1,542.2         | 7               | 未入選          | 未入選          | 未加入          | 不適用          |
| 31                | 徐晗            | Team HII        | 8,415.1         | 未加入               | 未入選          | 未入選          | 未入選          | 未入選          | 未加入          | 不適用          |
| 32                | 孟玥            | Team NII        | 8,218.0         | 未入選               | 1,076.0         | 17              | 3,808.9         | 21              | 未入選          | 不適用          |

- 另外，在第三届总选的政见中，Team NII成员罗兰表示自己在第二届总选举是第34名[30]。

## 後續
- 「高飛組」和「夢想組」分別演唱總選舉匯報EP《萬聖節之夜》的第一及第二主打《萬聖節之夜》和《夏日再會》，兩首歌曲的原曲分別是AKB48当年總選舉的选拔组和Under Girls在单曲《Halloween Night》演唱的作品。「高飛組」和「夢想組」成員在8月底分別到法國巴黎和捷克布拉格，以及海南三亞拍攝MV。
- 總選舉前3名成員趙嘉敏、鞠婧褘和李藝彤組成小分隊「塞納河組合」，並發行EP《苦與甜》。三人在「高飛組」於巴黎進行攝製工作時順道拍攝《苦與甜》MV，並在星夢劇院兩周年紀念公演中進行出道表演。除此之外，三人均參與拍攝國內大型綜藝節目，其中鞠婧褘和趙嘉敏先後擔任湖南衛視自日本购买版权的節目《全員加速中》的嘉賓，李藝彤則成為山東衛視真人秀《為你而歌》的固定班底。